# Concilio de Constantinopla de 879-880

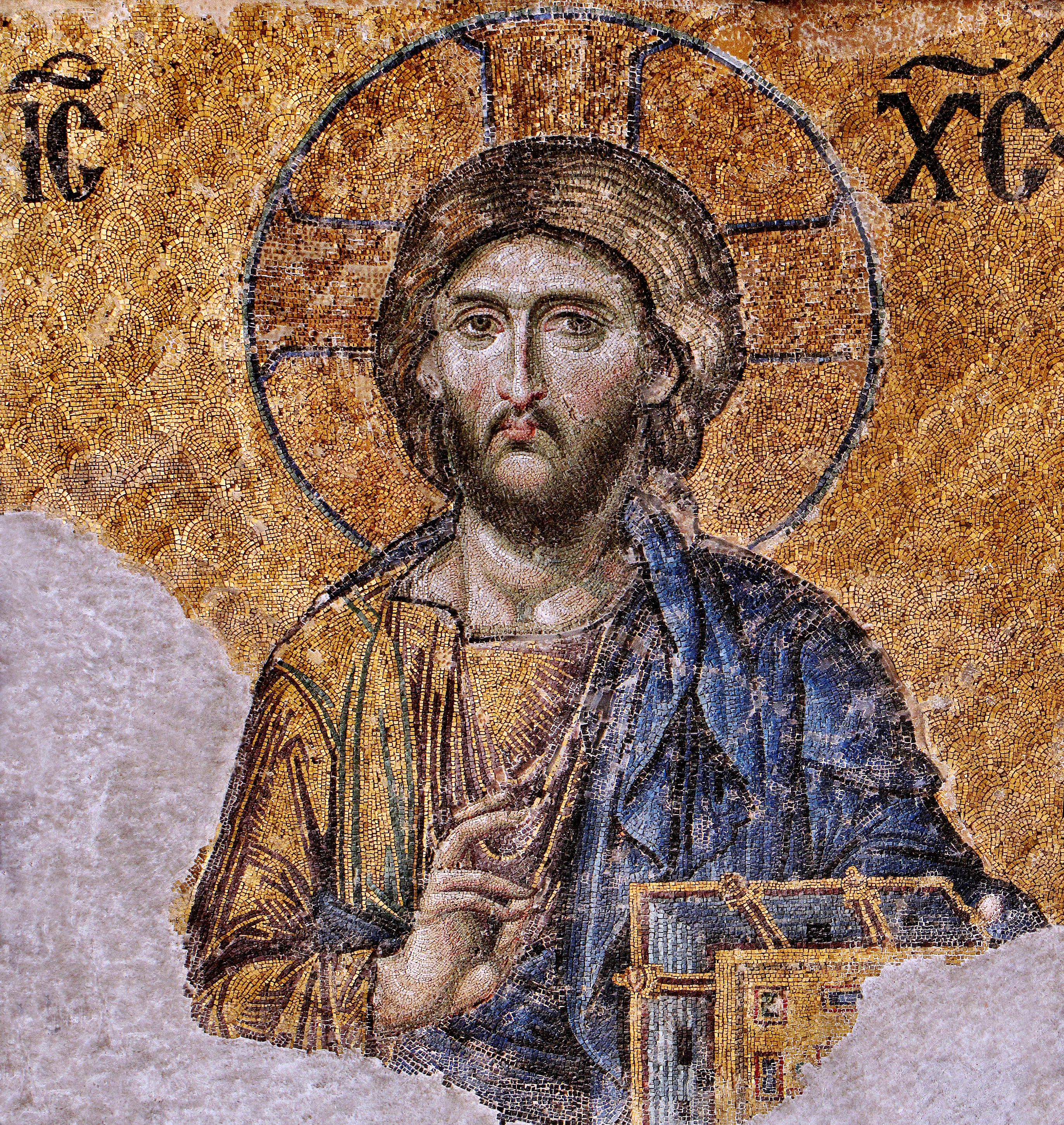
Imagen estilo Iglesia de Oriente

El Concilio de Constantinopla de 879-880 fue convocado por el Patriarca de Constantinopla Focio en la capital del imperio bizantino, Constantinopla, con la finalidad de anular el concilio de 869-870. 

## Cuestiones tratadas
En este Concilio fueron rechazadas las decisiones del anterior, el Concilio de Constantinopla de 869-870, que había sido convocado por el emperador bizantino Basilio I «el Macedonio», al objeto de confirmar la destitución del patriarca de Constantinopla, Focio, quien posteriormente fue restituido en dicho cargo en el año 877.

## Aceptación
El Concilio de Constantinopla de 879-880 fue reconocido por algunos teólogos de la Iglesia ortodoxa como el octavo concilio ecuménico. Sin embargo, no fue reconocido por la Iglesia de Occidente.